# دون جي. سنايدر
دون جي. سنايدر (بالإنجليزية: Don J. Snyder)‏ (1950)؛ كاتب سيناريو وروائي أمريكي.

## روابط خارجية
- دون جي. سنايدر على موقع IMDb (الإنجليزية)